# Лауласмаа (мыза)
Ла́уласма (нем. Laulasma), также мы́за Ла́уласмаа (эст. Laulasmaa mõis) — рыцарская мыза на севере Эстонии в волости Кейла уезда Харьюмаа. Согласно историческому административному делению, относилась к приходу Кейла.

## История
Мызу Лауласма отделили от земель соседней мызы Леэтсе (нем. Leetz) в 1787 году. Первой владелицей мызы была Анна Барбара фон Шаренберг.
Позже мыза поменяла множество владельцев: ими были дворянские семейства Цилиакус (Ziliacus), Хоппенер (Hoppener), Розен, Икскюль, Мореншильд, а также Ферзен.

## Главное здание
По всей вероятности, вскоре после основания мызы появилось скромное деревянное главное здание, отличительной чертой которой была большая дымовая труба в центре.

## Мызный комплекс
Дополнительных построек у мызы было мало, и они были небольшие и скромные. До наших дней от мызы осталось лишь несколько парковых деревьев и часть ограды. Окрестности центра мызы на сегодня поделены между несколькими дачными участками.